# Міжнародний інститут клітинної біології
Міжнародний інститут клітинної біології (МІКБ) — структурний підрозділ Національної академії наук України

## Історія
У 1992 році на базі Інституту клітинної біології та генетичної інженерії НАН України постановою Президії АН України № 281 від 21.10.1992 було створено Міжнародний інститут клітинної біології.

## Адміністрація
Директор — академік НАН України Глеба Юрій Юрійович
Заступник директора — член-кореспондент НАН України, доктор біологічних наук Кучук Микола Вікторович
Бухгалтерія

## Адреса
03680, м. Київ, вул. Академіка Заболотного, 148